# Pandemia de gripe A (H1N1) de 2009-2010 en Australia
La pandemia de gripe A (H1N1), que se inició en 2009, entró en Australia el 9 de mayo del mismo año. Éste fue el segundo país en reportar casos de gripe A en Oceanía.
El 9 de mayo Australia confirmó su primer caso de la nueva gripe. Una mujer australiana del Estado de Nueva Gales del Sur resultó positivo su examen médico para la nueva gripe del virus A H1N1. Ella se enfermó cuando viajaba para el exterior.
El 26 de mayo, Australia confirmó 25 nuevos contagios, entre ellos 14 personas en un crucero de 2000 pasajeros que fueron en cuarentena, por lo que el número de casos confirmados aumentó a 50.

## Brote
Al 28 de mayo de 2009 Australia tenía 147 casos confirmados de gripe A (H1N1), y los casos sospechosos no siguieron reportándose por el Department of Health and Ageing porque el número de casos aumenta más rápido. Tres australianos en Londres fueron confirmados como infectados.
El 9 de mayo de 2009, Australia confirmó su primer caso en una mujer de 33 años de edad, cuando ella llegó de un vuelo de Los Ángeles a Brisbane. Aunque se le había confirmado como no infeccioso (ya que "era positivo pero síntomas leves"), sus familiares y personas que estuvieron sentadas junto a ella durante el vuelo fueron contactados y se les pidió que recibieran atención médica si empezaban a sentirse enfermos. El 24 de mayo Queensland confirmó su segundo caso. pero al luego llegaron a 9 casos confirmados en Queensland.
El 25 de mayo, se reportó el primer caso en Australia Occidental.
Al 27 de mayo había 97 casos confirmados en Victoria. Un chico de 10 años de edad, y sus 2 hermanos, fueron confirmados el 20 de mayo en ser portadores del virus.  Las autoridades victorianas de salud cerraron la preparatoria Clifton Hill Primary School por dos días, después de que los tres hermanos habían regresado de Disneyland en California. Otro caso aplazó el reabrir de la escuela hasta el jueves 28 de mayo de 2009. También varios estudiantes de secundaria Mill Park Secondary College se le dio tratamientos antiviruales de tamiflu después de que sus compañeros de clases empezaran a enfermarse. Otro estudiante de secundaria del grado 12 fue afectado por la gripe en Keilor Downs College en Victoria.
Al 27 de mayo, Nueva Gales del Sur contaba con 33 casos confirmados, incluyendo un residente de Nueva Gales del Sur que se le confirmó como portador del virus por las autoridades estadounidenses, y 324 casos sospechosos había en Sídney y otras áreas regionales.
Al 27 de mayo, Australia Meridional tenía 5 casos confirmados, además de otro caso probable que se le dio antivirales antivirales. La preparatoria Eynesbury Senior College y Blackfriars Priory School fueron cerradas por una semana.
Al 27 de mayo, el Territorio de la Capital Australiana había confirmado 3 casos. Dos de esas personas, se habían enfermado después de pasar unas vacaciones en un crucero en el pacífico.
La gripe A (H1N1) también afectó a otros australianos internacionalmente:
Tres australianos en Londres se les confirmó como casos positivos.
Varios australianos fueron puesto en cuarentena:
- 7 en Corea del Sur
- 7 en China, incluyendo un caso confirmado
- 1 casos confirmados en Taiwán; recuperados
- 2, una madre y su hijo, en las Filipinas

Para el 21 de junio, las autoridades de salud australianas tenían contabilizado 2330 personas infectadas por la gripe A (H1N1) y una muerte.
Hasta el 16 de enero de 2010, Australia registró 38.706 casos de gripe A (H1N1), y 191 muertes.

### Muertes
El 19 de junio, Australia confirmó la primera muerte provocada por la gripe A (H1N1), pero las autoridades sanitarias locales dijeron que el hombre de 26 años no había fallecido por la comúnmente llamada "gripe porcina". Sin embargo funcionarios del estado de Australia Meridional dijeron a Reuters que el hombre que falleció en el Royal Adelaide Hospital tenía varias enfermedades importantes, pero que no sabían exactamente cómo había fallecido.
Después de 4 días de haberse reportado la primera muerte en Oceanía, el 23 de junio se confirma de la segunda muerte en Australia. La víctima era un hombre de 35 años que murió a causa del virus en el estado de Victoria, pero tenía otros problemas médicos que se sumaron a la gravedad de la gripe, dijo la ministra de Salud, Nicola Roxon, ante el parlamento nacional.
La tercera víctima en Australia ocurrió el 24 de junio y fue una mujer de 50 años con un cáncer avanzado. El fallecimiento representaba la cuarta muerte relacionada con la gripe A (H1N1) en la región del Pacífico en Asia, después de que Filipinas anunciara que un paciente muriera.
El 26 de junio una mujer de 71 años se convirtió en la cuarta víctima mortal de la nueva gripe en Australia en una semana.  La mujer australiana era también la tercera en morir por el virus en Victoria, el estado donde se confirmaron 1.509 casos de gripe hasta el 26 de junio, de los 3.280 del país, señaló Rosemary Lester, comisionada de salud del estado.

### Medidas
Empezando el 30 de abril de 2009, las autoridades colocaron cámaras termales en los aeropuertos para detectar posibles casos. También se les pidió a todos los pasajeros llenar un documento, donde se les preguntaba si tenían algún síntoma. Oficiales de aduanas, también empezaron a inspeccionar las cabinas de los aviones antes del arribo de los pasajeros, en busca de pasajeros con síntomas.
El 23 de mayo, el gobierno cambió la alerta de sanidad de "demora" en "contención", dando a las autoridades y los territorios la opción de cerrar las escuelas si sus estudiantes están en peligro. También se les ordenó a todos los estados y territorios que se les informara a todos los estudiantes regresando de las áreas más afectadas (Canadá, Japón, México, Panamá y los Estados Unidos) no regresar a las escuelas, después de una semana al llegar a Australia.
CSL Limited empezó a producir las vacunas de inmunización contra la gripe A (H1N1), y recibió la orden del Gobierno de Australia para la fabricación de 10,000,000 dosis. Se dijo que la inoculación se espera que este lista espera julio de 2009.
El gobierno clasificó el brote como fase de contención.  Esto da al gobierno cerrar escuelas para bajar el brote de la enfermedad.
Australia tiene un inventario de 8.7 millones de dosis de tamiflu y relenza. Las aerolíneas se les requirió reportar a pasajeros con síntomas de  influenza, y cámaras termográficas y enfermeras fueron enviadas a todos los aeropuertos internacionales. Los pasajeros arribando a los aeropuertos deberán llenar un documento para reportar síntomas.

#### Aviso gubernamental de viajes
Al 27 de mayo, las fronteras no habían sido cerradas, y no se habían impuesto restricciones de viaje. Las autoridades les pidió a los viajeros que consideren viajar a México. Cualquier australiano en México que realizaron viajes no esenciales o negocios, pueden dejar el país, según informaron las autoridades australianas. El 6 de mayo, la embajada australiana en Ciudad de México fue cerrada.